# Aetheolepis mirabilis
Aetheolepis mirabilis è un pesce osseo estinto, appartenente agli archeomenidi. Visse nel Giurassico superiore (Oxfordiano, circa 160 milioni di anni fa) e i suoi resti fossili sono stati ritrovati in Australia.

## Descrizione
Questo pesce era di piccole dimensioni, e non superava solitamente i 10 centimetri di lunghezza. al contrario di altre forme simili come il coevo Aphnelepis e Archaeomaene, Aetheolepis era dotato di un corpo alto e appiattito lateralmente, di forma discoidale. Possedeva un'alta pinna dorsale (dotata di un primo raggio estremamente alto) che iniziava poco dopo la metà del corpo per poi decrescere vistosamente man mano che si avvicinava alla base della coda. La pinna anale, posizionata al di sotto di quella dorsale, era più bassa ma altrettanto allungata. Le scaglie erano di forma romboidale nella parte ventrale, ma divenivano gradualmente cicloidi, più sottili e sovrapposte nella regione caudale. Tutte le scaglie erano ornamentate con tubercoli di ganoina. 

## Classificazione
Aetheolepis è un rappresentante degli archeomenidi (Archaeomaenidae), un gruppo di attinotterigi vicini all'origine dei teleostei, solitamente considerati membri del gruppo dei folidoforiformi. A causa della forma del corpo discoidale, Aetheolepis è apparentemente più simile ad altri pesci mesozoici come Dapedium, ma l'analisi delle ossa del cranio e delle scaglie confermano la sua appartenenza agli archeomenidi. In particolare, le scaglie di forma romboidale sembrano suggerire una parentela con Aphnelepis e Oreochima. 
Aetheolepis mirabilis venne descritto per la prima volta nel 1895 da Arthur Smith Woodward, sulla base di resti fossili ritrovati nel giacimento di Talbragar, in Nuovo Galles del Sud (Australia). Altri fossili ascritti a questa specie sono stati ritrovati nelle Arenarie di Colalura, in Australia Occidentale.